# Michael Ružić
Michael Ružić (Besanzón, Francia; 4 de octubre de 2006) es un baloncestista croata que pertenece a la plantilla de Club Joventut Badalona. Con 2,10 metros de estatura, juega en la posición de ala-pívot. 
Es internacional absoluto por Croacia, disputando también en categorías inferiores el Eurobasket U16 en 2022. 

## Trayectoria deportiva
Es un jugador formado en las categorías inferiores del KK Zadar y en la temporada 2022-23 participaría en el Torneo Adidas Next Generation con el que acabó con 19'3 puntos, 5'7 rebotes y 21'7 de valoración por partido.
En la temporada 2023-24, con apenas 16 años, ingresa en la cantera del Club Joventut Badalona para formar parte de su equipo júnior, del filial de EBA y del vinculado CB Prat de LEB Plata, rechazando grandes ofertas económicas de importantes universidades de Estados Unidos y priorizando su desarrollo en una de las mejores canteras de Europa, la del Joventut. Su momento no tardará en llegar.
Juega las primeras 6 jornadas con el CB Prat promediando 10 puntos y 3,5 rebotes en LEB Plata. El 11 de noviembre de 2023 hace su debut en ACB en un partido frente al CB Breogán con apenas 17 años recién cumplidos, en el que anotaría 3 puntos. Tres días después, anotó 17 puntos y acabó con 21 créditos de valoración contra el Paris Basketball en la Eurocup. En la última jornada de Liga Endesa consiguió varios topes yéndose hasta las 14 puntos y 11 rebotes (23 de valoración).
El 1 de febrero de 2024, renueva su contrato con Club Joventut Badalona hasta 2029, con el que llevaría hasta la fecha la cifra de 14 partidos en Liga Endesa durante la temporada 2023-24.
Sus registros en el año de su ilusionante debut (23-24) con el Joventut son 5 puntos y 3 rebotes de media en ACB, y promediando 6 puntos y 2'5 rebotes en Eurocup siendo pieza fundamental en los esquemas de Carles Duran y Dani Miret. 
Es el único jugador en la historia de la ACB, junto a Usman Garuba, en firmar un doble doble siendo menor de edad. También es uno de los únicos cinco jugadores en la historia en firmar 20 de valoración con menos de 18 años (junto con Ricky Rubio, Luka Dončić, Usman Garuba y Aday Mara).
En junio de 2024 participa en el Adidas Eurocamp promediando 17 puntos, 4'6 rebotes y 20 de valoración, siendo nombrado Rising Star.